# Église de la Visitation (Steingaden)
Pour les articles homonymes, voir Église de la Visitation.
 (février 2024).
L'église de la Visitation (Wallfahrtskirche Mariä Heimsuchung) est une église de pèlerinage située à Ilgen, un quartier de la municipalité de Steingaden en Haute-Bavière (Allemagne).
Les orgues, construites en 1656, sont de Sebastian Achamer.

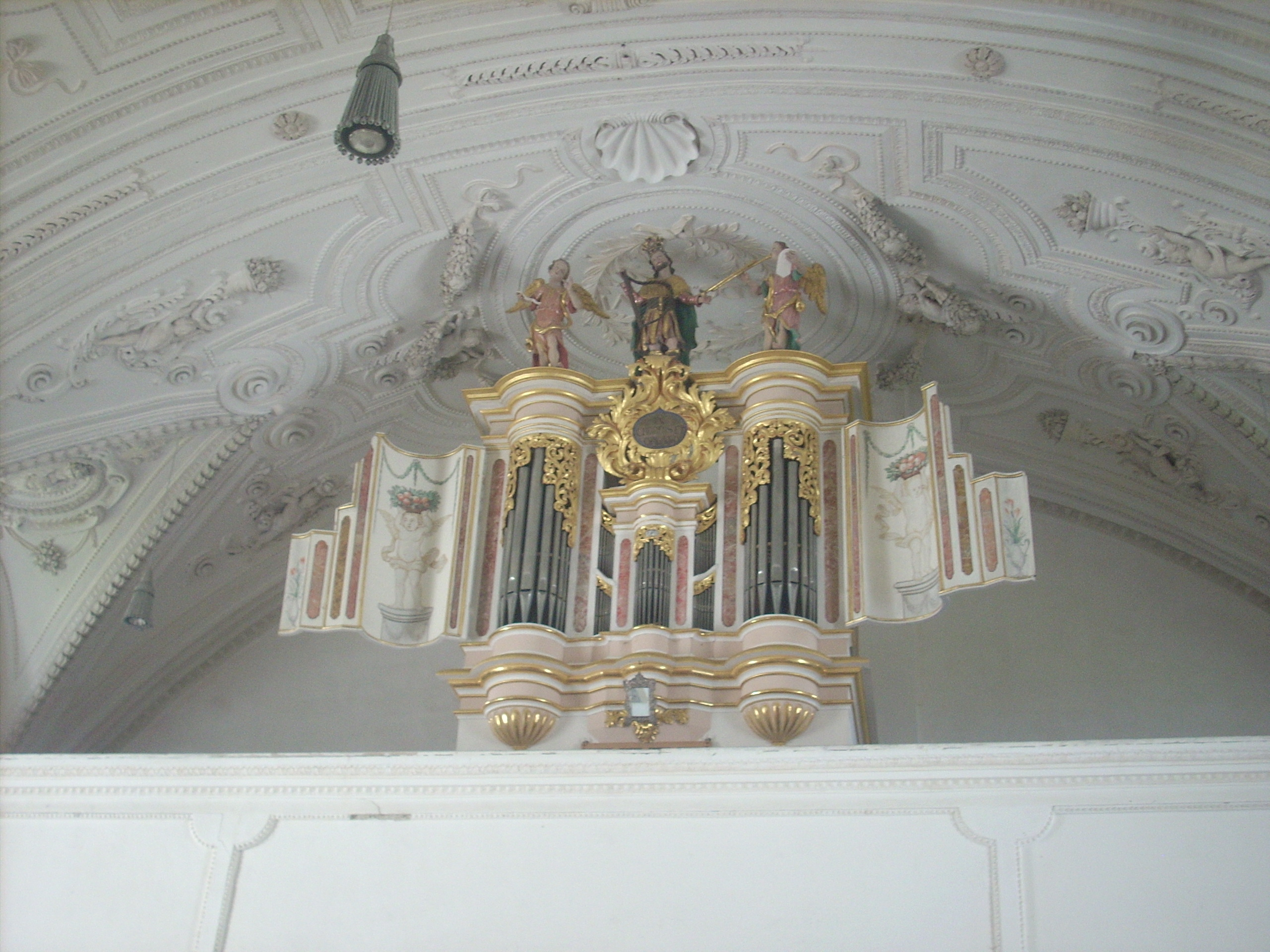
Les orgues.

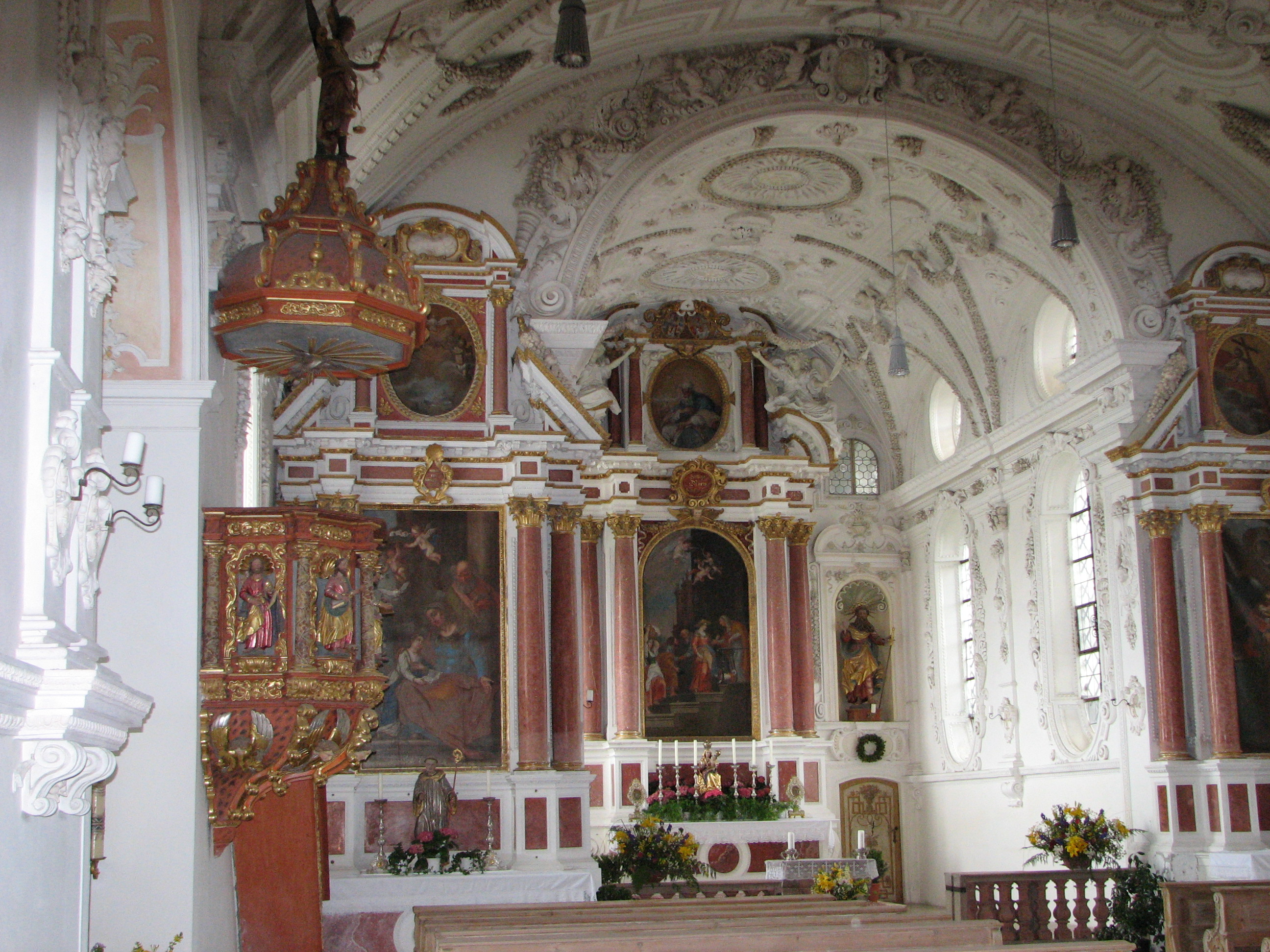
L'intérieur de l'église de la Visitation.